# Угорська соціалістична партія
Угорська соціалістична партія (УСП, угор. Magyar Szocialista Párt вимовляється [ˈmɒɟɒr ˈsot͡sijɒliʃtɒ ˈpaːrt]), широко відома своєю абревіатурою MSZP (угорська: [ˈɛmɛspeː] ⓘ) — одна з найбільших політичних партій Угорщини. На даний момент є опозиційною.

## Історія
Виникла 7 жовтня 1989 на XIV з'їзді Угорської соціалістичної робочої партії в результаті відмови УСРП від ідеології марксизму-ленінізму і переходу на позиції соціал-демократії (незгодні створили Угорську робочу партію).
Пост голови партії займали Рідше Ньерш (1989–1990), Дьюла Хорн (1990–1998), Ласло Ковач (1998–2004), Іштван Хіллер (2004–2007), Ференц Дюрчань (2007–2009), пані Ільдіко Лендваї (з 2009), Аттіла Мештерхазі (з 10 липня 2010).
Перебуваючи при владі, УСП проводила неоліберальну політику, що включала заходи економії (пакет Бокроша) і приватизацію соціальної сфери, від своїх консервативних опонентів відрізняючись в першу чергу неприйняттям націоналізму, але не економічним курсом.
На парламентських виборах у квітні 2010 року партія зазнала нищівної поразки, отримавши лише 28 депутатських місць у першому раунді (проти 206 у Фідес і ХДНП). Усього за підсумками двох турів партія отримала 59 місць з 386. Кандидати партії отримали більшість лише в двох одномандатних округах з 176. УСП лише ненабагато випередила націоналістичну партію «Йоббік».
Значна частина членів партії в 2011–2013 році пішла з УСП в нові лівоцентристські партії «Демократична коаліція» (Ференца Дьюрчаня), «Соціальний Союз» (Каталін Сілі), «Разом 2014» (Гордона Байнаї). З іншого боку, партію залишили представники її лівого крила на чолі з Тамашем Краусом.

## Організаційна структура
Вищий орган — з'їзд (kongresszus), між з'їздами — правління (választmánya), між засіданнями правління — державна президія (országos elnökség), вища посадова особа — партійний голова (párt elnöke), вищий контрольний орган — державна рада з етики та дисциплінарних питань (országos etikai és fegyelmi ügyek tanácsa), вищий ревізійний орган — центральний комітет з аудиту (központi pénzügyi ellenőrző bizottság).

## Відомі представники партії
- Реже Ньєрш — угорський реформатор, голова партії в 1989–1990
- Імре Пожгаї — неформальний лідер партії в 1989–1990, програв президентські вибори консерватору Арпаду Гьонцу
- Дьюла Горн — прем'єр-міністр (1994–1998)
- Петер Медьєші — прем'єр-міністр (2002–2004)
- Ференц Дюрчань — прем'єр-міністр (2004–2009)
- Іштван Хіллер — голова партії (2004–2007)
- Ласло Ковач — голова партії (1998–2004), в 2004–2010 — комісар ЄС з податкової і митної політики
- Аттіла Мештерхазі — партійний кандидат на посаду прем'єр-міністра на виборах 2010 року